# 天龍川車站
天龍川車站（日语：／ Tenryūgawa eki */?）是一由東海旅客鐵道（JR東海）所經營的鐵路車站，位於日本靜岡縣濱松市中央區天龍川町。天龍川車站是JR東海所屬的東海道本線沿線車站，是個委託由東海交通事業代為營運的業務委託車站，設有綠窗口（みどりの窓口）。
天龍川車站在2006年前原本尚設有隸屬於日本貨物鐵道（JR貨物）的貨運站，但該站早已在1993年時就已無貨運列車停靠，利用率極低。除此之外，在車站東側的天龍川西岸，曾存在有日本通運經營的專用鐵路線（長2.1公里），主要用於石油的運輸，在1993年廢線。今日在該專用線曾經通過的濱松市材木町境內、從天龍川車站徒步約15分鐘的位置處，還可以看到該路線廢線、停止營業以後，在當初的天龍運輸本社（總公司）遺址所設置的「天龍運輸株式會社紀念碑」（天龍運輸是天龍川專用鐵道的設置公司，於第二次世界大戰中被併入日本通運）。

## 車站結構
島式月台2面4線的地面車站。

### 月台配置
| 月台 | 路線                     | 方向                     | 目的地                   |
| ---- | ------------------------ | ------------------------ | ------------------------ |
| 1    | （上行待避線、預留月台） | （上行待避線、預留月台） | （上行待避線、預留月台） |
| 2    | 東海道本線               | 上行                     | 靜岡、沼津方向           |
| 3    | 東海道本線               | 下行                     | 濱松、豐橋方向           |
| 4    | （下行待避線、預留月台） | （下行待避線、預留月台） | （下行待避線、預留月台） |

## 使用情況
根據「靜岡縣統計年鑑」，近年1日平均上車人次如下表。
| 年度   | 1日平均 上車人次 |
| ------ | ---------------- |
| 1993年 | 2,688            |
| 1994年 | 2,555            |
| 1995年 | 2,599            |
| 1996年 | 2,693            |
| 1997年 | 2,644            |
| 1998年 | 2,604            |
| 1999年 | 2,567            |
| 2000年 | 2,591            |
| 2001年 | 2,592            |
| 2002年 | 2,557            |
| 2003年 | 2,578            |
| 2004年 | 2,665            |
| 2005年 | 2,592            |
| 2006年 | 2,564            |
| 2007年 | 2,592            |
| 2008年 | 2,625            |
| 2009年 | 2,553            |
| 2010年 | 2,608            |
| 2011年 | 2,588            |
| 2012年 | 2,621            |
| 2013年 | 2,647            |
| 2014年 | 2,631            |
| 2015年 | 2,697            |
| 2016年 | 2,728            |
| 2017年 | 2,783            |
| 2018年 | 2,845            |

## 相鄰車站
東海旅客鐵道
 東海道本線
豐田町（CA32）－天龍川（CA33）－濱松（CA34）

### 來源
1. ↑   (PDF). 静岡県統計年鑑2014(平成26年).   [2016-06-15]. （原始内容存档 (PDF)于2019-07-02）.
2. 1 2  駅構内の案内表記。これらはJR東海公式サイトの各駅の時刻表 （页面存档备份，存于）で参照可能（駅掲示用時刻表のPDFが使われているため。2015年1月現在）。

## 外部連結
- 天龍川 - 東海旅客鐵道